# Sierra de Purial
De Sierra de Purial is een gebergte in de provincie Guantánamo in Cuba. De bergrug ligt ten zuidwesten van Baracoa op de oostelijke punt van het eiland Cuba. Het loopt zo'n 40 kilometer in zuidoostelijke richting vanaf de Toarivier naar de zuidelijke kust. 
Het ligt ten zuidoosten van het gebergte Cuchillas de Toa.